# المقاومة البيلاروسية خلال الحرب العالمية الثانية
عارضت المقاومة البيلاروسية خلال الحرب العالمية الثانية ألمانيا النازية من عام 1941 حتى عام 1944. كانت بيلاروسيا واحدة من الجمهوريات السوفيتية التي احتلت خلال عملية بارباروسا.
قد يشير الثوار البيلاروسيون إلى الجماعات العسكرية غير النظامية التي شكلها الاتحاد السوفيتي والتي شاركت في المقاومة البيلاروسية خلال الحرب العالمية الثانية ضد ألمانيا النازية وكذلك الهياكل التعاونية الموالية لألمانيا خلف الجبهة السوفيتية.

## المقاومة الموالية للاتحاد السوفيتي

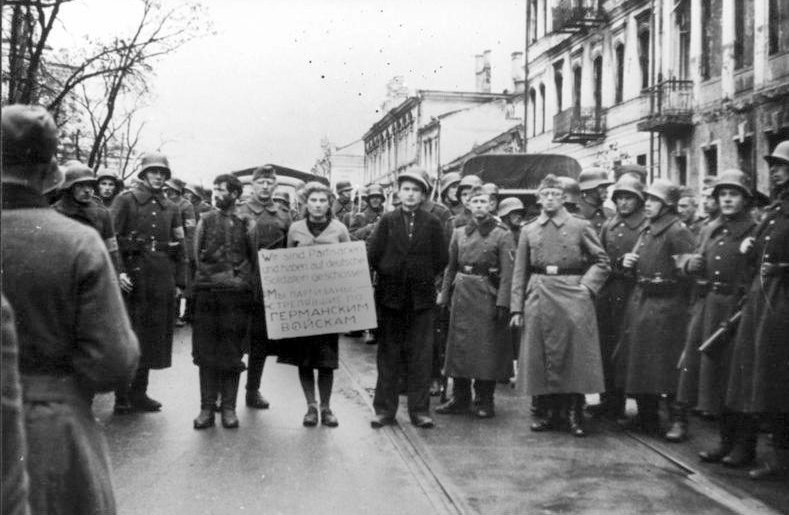
ماشا بروسكينا مع زملائه أعضاء المقاومة قبل شنقه، مينسك، 26 أكتوبر 1941.

بعد انتصارات الفيرماخت ضد الجيش الأحمر في عام 1941، كانت بيلاروسيا واحدة من الجمهوريات السوفيتية التي أصبحت تحت سيطرة ألمانيا النازية ( عملية بارباروسا ). تأسست الحكومة الرسمية لقوات الاحتلال في 23 أغسطس 1941، تحت إشراف فيلهلم كوب، المسؤول الألماني في مفوضية الرايخ أوستلاند. تمكنت عمليات التهدئة الألمانية من كبح النشاط الحزبي بشكل كبير طوال صيف وخريف عام 1941. تم تأسيس الشرطة البيلاروسية المساعدة من قبل النازيين في يوليو 1941 وتم نشرها في عمليات القتل خاصة في فبراير ومارس 1942. كانت حركة المقاومة تتألف أولاً من جنود سوفيتيين مقطوعين، وبدأ بعض المدنيين ينضمون إليهم حوالي صيف عام 1942. منذ ذلك الوقت وحتى نهاية العام، شكلت اللجنة المركزية للحزب الشيوعي (البلاشفة) في بيلوروسيا دورات تدريبية ومكاتب تساعد أولئك الذين يرغبون في قتال الحكومة النازية. مفوض الرايخ فيلهلم كوب
في يوليو عام 1941، تم إنشاء مجموعة سرية في مجلس قرية فيسنتسكاي في مقاطعة أوشانسكي من قبل رئيس مخفر ليسينسكي في مفرزة الحدود (بالروسية: 13-го Березинского погранотряда)‏ الملازم كودريافتسيف. أقام العملاء السريون علاقات مع السكان، وقاموا بحملات شفوية بينهم، داعين إلى الكفاح ضد الغزاة، وساعدوا في توحيد السكان المحليين. سرعان ما تقرر إنشاء مفرزة ثورية وبدء صراع مسلح مفتوح. تعقب النازيون كودريافتسيف وحاصروا المنزل في إحدى الليالي حيث كان يستريح وقتلوه. 

### التنظيم
طُورت شبكة من مجموعات المقاومة الشيوعية السرية في المناطق التي تحتلها ألمانيا النازية، وتدفق الناشطون الشيوعيون للانضمام لهذه المجموعات. وصل عدد مجموعات المقاومة لأكثر من ألفي مجموعة حزبية تضم أكثر من 90 ألف فرد في الأراضي التي تحتلها ألمانيا. ومع ذلك فإن أنشطة هذه القوات الحزبية لم تُنسق أو تدعم لوجستياً من القيادة السوفيتية المركزية حتى ربيع عام 1942. بدأ تنسيق حركات المقاومة الشيوعية في 30 مايو 1942 برئاسة بانتيلمون بونومارينكو الرئيس السابق لبيلاروسيا وأحد أعضاء القيادة الشيوعية السوفيتية، شُكلت هيئة أركان للإشراف على المجالس العسكرية للجبهات، وأنشئت هيئات إقليمية فيما بعد للتعامل مع الحركات الحزبية في الجمهوريات السوفيتية المعنية وفي المقاطعات المحتلة في روسيا السوفيتية.
بدأ تدريب مجموعات خاصة من الحزبيين في وقتٍ لاحق ليشكلوا ما يشبه القوات الخاصة التي تعمل في عمق الجبهات أو في المناطق المحتلة خلف خطوط العدو، اختير المرشحون لهذه المجموعات من بين متطوعي الجيش الأحمر النظامي، وقوات الأمن الداخلي، ومن بين الرياضيين السوفييت أيضاً. كان على هذه القوات الخاصة بعد أن ترسَل لخلف خطوط قوى المحور أن تنظم وتوجه الوحدات الحزبية المحلية. وضمت هذه القوات خبراء اتصال وضباط استخبارات لأنه لا يمكن الوثوق بالمقاتلين الهواة لأداء هذه المهام. وأصبح بعض قادة هذه الوحدات الخاصة مثل ديمتري ميدفيديف قادة حزبيين معروفين لاحقاً.

### الصعوبات اللوجستية
اعتبرت القيادة السوفيتية أنَّ بيلاروسيا ذات أهمية خاصة لتطوير حرب المقاومة الحزبية السوفيتية ضد النازية منذ بداية الحرب العالمية الثانية. من العوامل الرئيسية في هذا المضمار تضاريسها، إذ يوجد فيها الكثير من الغابات الكثيفة والمستنقعات، وموقعها الاستراتيجي كحلقة اتصال بين الغرب وموسكو. بدأت الهيئات الشيوعية البيلاروسية في المقاطعات الشرقية في بيلاروسيا تنظيم الوحدات الحزبية في اليوم التالي لإصدار التوجيه الأول من القيادة. قدّر السوفييت في أغسطس 1941 وجود حوالي 231 مجموعة مقاومة حزبية عاملة على الأرض، وفي بيلاروسيا وحدها وُجد حوالي 437 من المجموعات الصغيرة «مجموعات البذور» ضمت 7 آلاف فرد بحلول نهاية 1941. ومع ذلك فقد تدهورت الأوضاع اللوجستية لوحدات المقاومة الحزبية بشكل متزايد، إذ نفدت الموارد، ولم يكن هناك دعم واسع النطاق حتى مارس 1942. من أبرز الصعوبات التي واجهت وحدات المقاومة عدم توفر معدات اتصال لاسلكي، وهو الأمر الذي لم تناقشه القيادة حتى أبريل 1942. بالإضافة لذلك لم يكن دعم السكان المحليين للمقاومة كافياً أيضاً. أدى كل ذلك للتخلي عن وحدات المقاومة الحزبية في بيلاروسيا، وكان شتاء 1941-1942 شديد الوطأة على الثوار، إذ حدث نقص حاد في الذخيرة والأدوية والإمدادات، وكانت تحركات الثوار غير منسقة عموماً في ظل هذه الظروف، وفي أواخر خريف عام 1941 وأوائل عام 1942 لم تكن الوحدات الحزبية تقوم بعمليات عسكرية هامة، فانحصر دورها في الدعم اللوجستي وحل المشكلات التنظيمية وكسب ود السكان المحليين.
غيَّرت معركة موسكو من تحركات الثوار والسكان المحليين ومعنوياتهم بشكل عام، ولكن نقطة التحول الحقيقية في تطور حركة المقاومة الحزبية في بيلاروسيا وفي كل المناطق التي تحتلها ألمانيا حدثت مع الهجوم السوفيتي في شتاء 1942.

### 1942
تعامل الألمان مع جميع السكان المحليين في المناطق المحتلة على حد سواء، فسيطروا على جميع الممتلكات، وجمعوا ضرائب باهظة من المواد الغذائية، وأرسلوا الشباب للعمل في ألمانيا. كل ذلك جعل اليهود والنشطاء السوفيت ينضمون إلى صفوف الحزب الشيوعي كملاذ أخير في مواجهة النازية، وشكل أسرى الجيش الأحمر المحليون العمود الفقري لمجموعات المقاومة الحزبية بعد أن سمح لهم النازيون بالخروج من معسكرات الاعتقال في خريف عام 1941، لكنهم سرعان ما أعادوهم إلى معسكرات الاعتقال في مارس 1942.
بدأ تجميع الوحدات الحزبية الصغيرة في ألوية مقاومة أكبر في ربيع عام 1942، وأدى التنسيق والدعم اللوجستي وتزايد أعداد المقاتلين وإعادة البناء الهيكلي إلى زيادة كبيرة في القدرات العسكرية لوحدات المقاومة الحزبية، والتي ظهرت بوضوح من خلال زيادة عدد عمليات التخريب على خطوط السكك الحديدية مع تدمير آلاف السيارات والعربات خلال عام واحد فقط. ضمت الوحدات الحزبية السوفيتية في بيلاروسيا حوالي 47 ألف فرد بحلول نوفمبر 1942.
حدثت نقطة تحول هامة في تطور الحركة الحزبية السوفيتية مع سيطرة الجيش الأحمر على بوابة فيتيبسك في فبراير 1942. إذ ضُمنت الوحدات الحزبية في الاستراتيجية السوفيتية الشاملة، ونُظم الدعم اللوجستي المركزي لقوات المقاومة، وشكلت بوابة فيتيبسك نقطة وصل بين روسيا وقوات المقاومة في مختلف البلدان المحتلة.

### 1943
بلغ عدد أفراد الوحدات الحزبية في غرب بيلاروسيا حوالي 11 ألف فرد في يناير 1943، وشكلوا نحو 3.5 من بين كل 10 آلاف من مجموع السكان المحللين. يعود السبب في هذه النسبة المرتفعة إلى معاملة الألمان القاسية للسكان المحليين، والتقدم العسكري الألماني المفاجئ في عام 1941، والظروف الاجتماعية والاقتصادية السائدة في مناطق الاحتلال التي كانت قائمة في هذه المناطق. ولكن السلطات السوفيتية المركزية امتنعت عن تعزيز القوات الحزبية في غرب بيلاروسيا، وسمحت للتنظيمات العسكرية البولندية بأن تنمو دون معارضة في هذه الأراضي في أعوام 1941-1942، وذلك في سياق العلاقات السوفيتية مع الحكومة البولندية في المنفى، ففرضت على الثوار السوفييت التعاون مع بولندا، لكن الوضع تغير بعد قطع العلاقات الدبلوماسية بين الاتحاد السوفيتي والحكومة البولندية في المنفى في أبريل 1943، إذ طُلب من جميع القوات السوفيتية التعامل مع البولنديين كقوة عسكرية معادية.
أعيد تنظيم القوة الحزبية السوفيتية في غرب بيلاروسيا خلال عام 1943، فنقلت 9 ألوية و10 فرق و15 مجموعة عمليات من الأراضي الشرقية إلى الغربية، ما ضاعف أعداد القوات الحزبية هناك إلى ثلاثة أضعاف. تشير التقديرات لنقل حوالي 10 آلاف فرد جديد بحلول ديسمبر عام 1943، مع عدد مماثل من المتطوعين المحليين، واستُكمل تنظيم القوات العسكرية هناك بانضمام مجموعات الحزب الشيوعي السرية.
شكل انتصار ستالينغراد، وتوقف حملات الترهيب في المناطق السوفيتية والعفو الذي وُعد به المتعاونون مع النازية عوامل مهمة في ازدياد حجم القوات الحزبية السوفيتية في عام 1943. ازدادت أيضاً عمليات الفرار من صفوف الفرق العسكرية التي تسيطر عليها ألمانيا النازية، فقد وصلت وحدات كاملة في بعض الأحيان إلى الجانب السوفيتي مثل كتيبة فولغا (900 فرد)، ولواء الشعب الروسي الأول (2500 فرد). قُدِّر انضمام حوالي 7 آلاف شخص من التشكيلات المتنوعة المناهضة للسوفييت إلى القوة الحزبية السوفيتية مع ضم حوالي 19 ألف متخصص ومسؤول في الأراضي البيلاروسية في عام 1943، ورغم كل ذلك فقد شكل السكان المحليون العمود الفقري للقوة الحزبية السوفيتية. ضمت تشكيلات الثوار السوفيت في بيلاروسيا أفراداً من 45 خلفية عرقية مختلفة، من بينهم 4 آلاف أجنبي (3000 بولندي و400 تشيكي وسلوفاكي و300 يوغسلافي)، وكان حوالي 65% من ثوار بيلاروسيا من السكان المحليين.

## في الثقافة الجماهيرية
تم تصوير حركة المقاومة الموالية للسوفيات في بيلاروسيا في الفيلم السوفيتي " تعال وانظر" ، في العديد من الكتب لكتاب مثل أليس آدموفيتش.